# Лорча (судно)

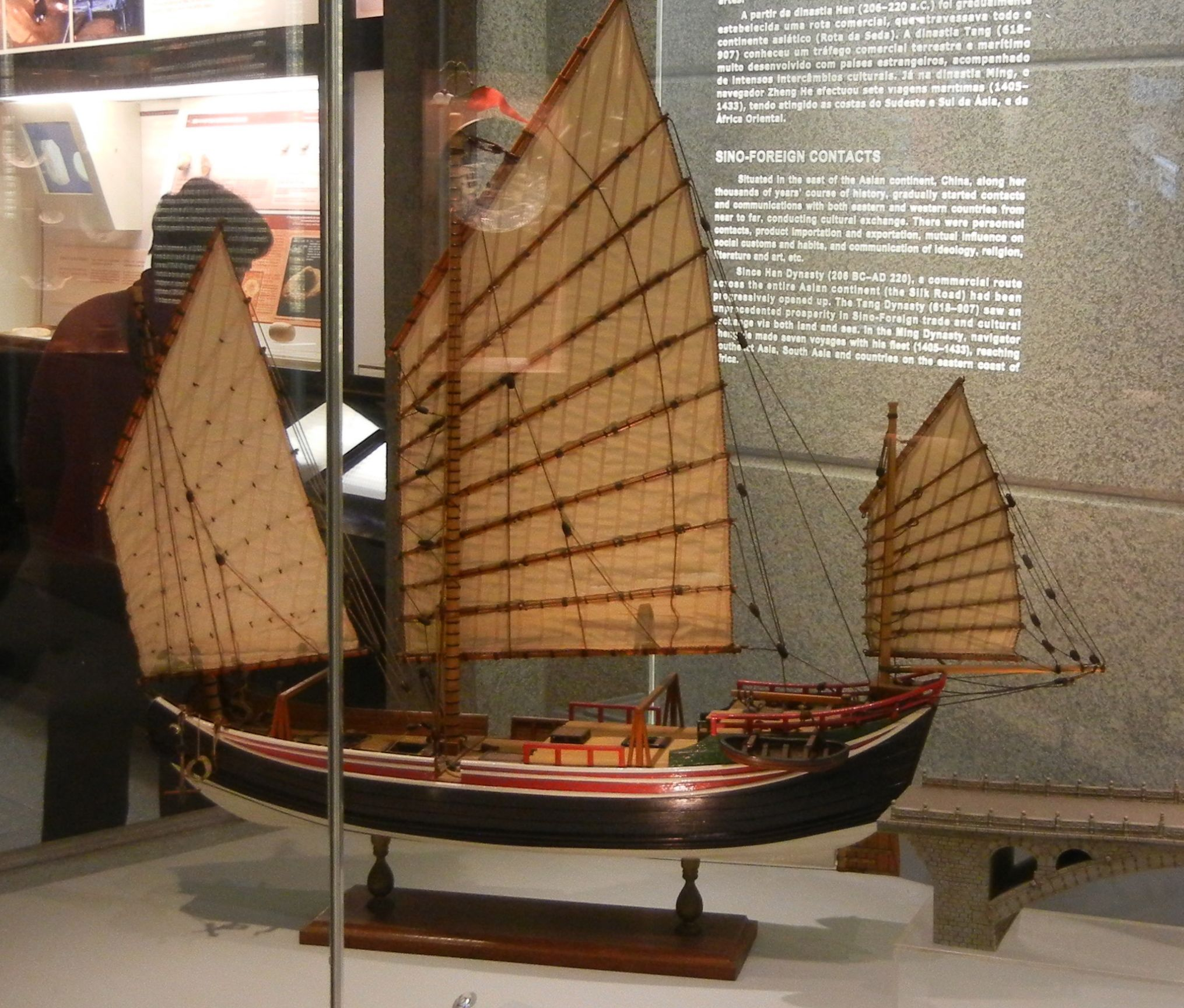
Модель лорчі в музеї Макао, 2011 рік

Лорча — тип невеликого судна з джонковими вітрилами, поширений в країнах Південно-Східної Азії (Таїланд, М'янма, Китай та ін.).

## Конструкція
Різновид суден з китайським такелажем (джонковими вітрилами) і європейським корпусом, на якому встановлені 1-3 щогли. Вітрильне озброєння однощоглові лорчі складалося з широкого поперечного прямого вітрила. На багатощоглових лорчах застосовувалися і прямі, і косі вітрила різних розмірів. Дуже часто носовий край ніс на собі декоративну прикрасу, яка нерідко виглядала, як позолочена куля. Кормовий поміст поєднував в собі функції капітанського містка і рульового посту.
Зазвичай весь екіпаж лорчі складався з однієї сім'ї.
Корабель широко використовувався британськими торговцями після Першої опіумної війни в регіоні Китаю. Друга опіумна війна також була відома як «Війна лорчи», оскільки вона розпочалася із захоплення китайцями англійської контрабандистської лорчи «Arrow».